# Asander
Asander (Grieks: Άσανδρος) was de zoon van Philotas en de broer van Agathon. Hij was een Macedonische generaal onder Alexander de Grote en de satraap van Karië na diens dood.
In 334 v.Chr. wees Alexander de Grote hem aan als gouverneur van Lydië en de andere delen van de satrapie van Spithridates. Hij plaatste ook een leger onder zijn leiding dat sterk genoeg was om de Macedonische autoriteit te handhaven. In het begin van 328 v.Chr. leidden Asander en Nearchos een aantal Griekse huurlingen naar Alexander, die toen in Baktra was.
In de verdeling van het rijk na de dood van Alexander in 323 v.Chr. behield Asander Karië als satrapie. Onder leiding van Antipater vocht hij tegen Attalus en Alcetas, beiden aanhangers van Perdikkas, maar werd door hen verslagen.
In 317 v.Chr. vergrootte Asander zijn macht in Klein-Azië, en was lid van de alliantie gevormd door Ptolemaeus en Kassander tegen Antigonos. In 315 v.Chr. zond Antigonos een generaal genaamd Ptolemaeus, zijn neef, met een leger om het leger dat loyaal was aan Asander te verdrijven uit Cappadocië, omdat Asander dit gebied was binnengevallen. Maar omdat Asander gesteund werd door Ptolemaeus en Kassander kon Asander zijn controle over zijn gebieden behouden.
In 313 v.Chr. besloot Antigonos om nog eens een veldtocht tegen Asander te houden en dwong hem om een vredesverdrag met hem te sluiten waarin stond dat hij zijn hele leger moest overgeven, alle gebieden die hij had veroverd terug moest geven aan de satrapen die ze daarvoor hadden, zijn satrapie Karië liet onderwerpen door Antigonos en om zijn broer Agathon aan hem te geven als gijzelaar. Na enkele dagen brak Asander dit vernederende verdrag. Hij kon zijn broer bevrijden en zond ambassadeurs naar Ptolemaeus en Seleukos, omdat hij hun hulp zocht. Antigonos was natuurlijk boos hierdoor en zond onmiddellijk een nieuw leger om hem opnieuw te verslaan. Het lijkt erop dat Karië veroverd zou zijn en vanaf dat moment verdwijnt Asander uit de verslagen.